# Diana Kennedy
Diana Kennedy, nacida como Diana Southwood (Loughton, 3 de marzo de 1923-Zitácuaro, 24 de julio de 2022) fue una chef, escritora e investigadora mexicana de origen británico, autoridad de la cocina mexicana, reconocida por sus 9 libros en la materia, incluyendo Las cocinas de México, en inglés The Cuisines of Mexico, que comenzó a cambiar la forma como los estadounidenses veían la cocina mexicana. Su trabajo fue la base de gran parte del trabajo de los chefs mexicanos en los Estados Unidos. Sus libros de cocina son distintivos porque se basan en sus cincuenta años de viajes por México, entrevistando y aprendiendo de todo tipo de cocineros en el país, y de casi todas las regiones. Su trabajo que también ha documentado plantas nativas comestibles, ha sido digitalizado por la Comisión Nacional para el Conocimiento y Uso de la Biodiversidad. Recibió numerosos premios por su tarea, entre ellos la Orden del Águila Azteca por parte del gobierno mexicano y la pertenencia a la Orden del Imperio Británico.

## Biografía
Nació en Loughton, Essex, en el sureste de Inglaterra. Su padre era vendedor y su madre, maestra de escuela. Ambos amaban la naturaleza y querían vivir en el campo.
No asistió a la universidad debido a la Segunda Guerra Mundial, en lugar de eso se unió a las Women's Timber Corps a la edad de diecinueve. Los Cuerpos fue una organización civil británica que se hizo cargo de los deberes forestales de los hombres que habían ido a luchar. Como no le agradaba la tala de árboles fue delegada a la medición de los troncos de los árboles.
En 1953, emigró a Canadá, vivió allí tres años y desempeñó varios trabajos, incluyendo el manejo de una filmoteca y la de venta de vajillas de porcelana marca Wedgewood.
Como decisión de último minuto, decidió visitar Haití en pleno proceso de revolución en 1957. Allí conoció a Paul P. Kennedy, un corresponsal del The New York Times en México, América Central y el Caribe. Ambos decidieron mudarse a México en 1957, se casaron algún tiempo después, pero nunca tuvieron hijos; únicamente sus dos hijastras, Moira Kennedy-Simms, y Brigid Kennedy; las hijas de Paul P. Kennedy y su primera esposa, Martha Peines Kennedy. 
Se enamoró de la comida mexicana y desde entonces dedicó su carrera a su conservación y promoción. Sin embargo, todavía mantuvo su acento británico y tomaba el té todos los días. Trabajó durante toda su vida y no podía imaginarse no trabajar. Cuando no estuvo enseñando, se la encontró escribiendo sobre sus trabajos en la cocina y sobre nuevas recetas. Fue conocida por su brusco y franco comportamiento, habiendo publicado grabaciones cuando la policía ha tratado de obtener sobornos de ella por sus frecuentes viajes en México.
Visitó todos los estados de México, en todo tipo de transporte, desde autobuses, burros y hasta su camioneta Nissan sin dirección asistida (y una pala para cavar en el barro). Viajó a muchas zonas aisladas de México para visitar los mercados y preguntar acerca de la ingredientes y métodos de los cocineros. En la década de 1970, decidió construir su casa en el municipio de Zitácuaro (Michoacán), en una zona llamada Coatepec de Morelos donde se cultivan árboles frutales. La tierra que compró le permitió sembrar y crecer muchos de sus propios ingredientes. Aunque no fue tecnofóbica, estuvo en contra de los libros electrónicos de cocina, creyendo en la necesidad de tomar notas a partir de las recetas impresas.

## Cursos de cocina
A finales de 1965, junto con su esposo se mudaron a la ciudad de Nueva York, donde él murió al año siguiente de cáncer. En 1969 comenzó a dar clases en la cocina mexicana en su apartamento en el Upper West Side, con el apoyo de Craig Claiborne. Este fue el comienzo de una larga carrera docente de décadas, la que comenzó a ser su propia empresa, después en colaboración con otras instituciones como la Escuela de Cocina Peter Kump en Nueva York, así como la oferta de cocina mexicana a "campamentos de entrenamiento" en su casa en México. Sus clases se enfocaron en la mayoría de las técnicas e ingredientes tradicionales de la cocina. Por ejemplo, mientras que la mayoría de los cocineros mexicanos ahora utilizan el maíz premolido o harina de maíz, insistió en enseñar a sus estudiantes cómo remojar el grano de maíz con cal durante la noche, quitarle la piel y molerlo con manteca de cerdo para hacer masa de maíz. Desde el 1970, obtuvo el mayor éxito, cuando las escuelas de cocina crecieron en popularidad.
El trabajo con las clases la llevó a escribir su primer libro de cocina. Desde su tiempo en la Ciudad de México, así como en Nueva York, fue apoyada en su trabajo con la cocina mexicana por Claiborne. Sin experiencia con la escritura, pero después que la editora de poesía en Harper and Row, Fran McCullough, tomó una de sus clases, se ofreció a ayudarla a crear su libro y eventualmente con el tiempo de su colaboración se extendió a los primeros cinco libros de Kennedy.  Para el primero decidió regresar a México para hacer más investigaciones. Pensó que esta investigación era lo que la separa de otros escritores de libros de cocina, puesto que se tomaba el tiempo y el esfuerzo para explorar México y hacer una investigación de campo para entender las raíces de las diferencias en la cocina. Su inexperiencia la llevó a reescribir el libro varias veces, pero el resultado fue Las Cocinas de México, publicado en 1972. Este libro se convirtió en un best-seller y continuó siendo uno de los volúmenes individuales de mayor autoridad en la cocina de México. Esta obra comenzó a cambiar la comprensión de los estadounidenses de la comida mexicana, expandiéndola más allá del Tex-Mex en diferentes cocinas y platos regionales, convirtiéndose en una base del establecimiento de la comida auténtica de este país. La revisión del libro en 1986 sigue siendo impresa.
Desde entonces, publicó ocho volúmenes sobre la cocina mexicana, algunos de los cuales han sido traducidos al español. Su influencia inicial fue la obra de Josefina Velázquez de León, pero atribuyó gran parte de su estilo de escritura al trabajo de la autora inglesa de libros de cocina, Elizabeth David. No se consideró una escritora, sino como alguien que documenta lo que ha visto en unos cincuenta años de viajes por México, incluyendo en las zonas remotas, para hablar con los cocineros de todo tipo. Financió su propia investigación para libros y viajes, a menudo durmiendo en su vieja camioneta Nissan. Su preferencia fue la comida del centro y sur de México, que es más compleja y variada. Registró una amplia variedad de plantas comestibles,  que incluyeron recetas más exóticas como las que se utilizan cerebros, iguanas, insectos y animales enteros como reces. Regularmente entrevistó y cocinó con todo tipo de cocineros, pero especialmente con aquellos de zonas rurales, cocinando para los amigos y la familia. Incluso fue aprendiz en una panadería en la Ciudad de México, aprendiendo el oficio de todos los hombres. Su preferencia por la cocina casera tradicional significó que sus libros giran en torno a los alimentos hechos con masa de maíz e incluso tiene un libro entero dedicado a las tortillas. Su insistencia en la investigación de campo distingue sus libros por las historias que relató relacionadas con la comida y sus viajes. También le han llevado a formatos no convencionales. El libro Oaxaca no está dividido por tipos de platos, sino más bien por las once regiones del estado.
Su trabajo la convirtió en una de las principales autoridades en la cocina mexicana, no sólo en los ingredientes y técnicas auténticas, pero en la pérdida y el desuso de varios ingredientes conforme México cambia de una sociedad principalmente rural a una principalmente urbana. Siendo una de pérdida el uso de productos locales y regionales. «Por lo que puedo ver»", dijo Kennedy, «Escribo la historia oral que está desapareciendo con el cambio climático, la agroindustria y la pérdida de tierras de cultivo. En el pasado la gente tenía un sentido del gusto y el sentido de dónde provenían. Ellos eran conscientes de lo que estaban comiendo y lo que consumían y por que no desperdiciarlo». En la introducción de Oaxaca al Gusto, escribió: «Tratar de registrar las comidas étnicas, así como las recetas más sofisticadas de los centros urbanos, representa un enorme desafío y responsabilidad... Estoy segura de que si hubiera sabido lo que implicaría viajar casi constantemente durante todo el año, ya menudo incómodo, la investigación, registro, fotografía y luego cocinar y comer más de trescientas recetas, yo nunca hubiese tenido el coraje de iniciar el proyecto en el primer lugar»
Además de viajar por México, este trabajo requirió frecuentes viajes al extranjero, especialmente a Estados Unidos, donde impartió clases y habló de la cocina mexicana. Protagonizó una serie de 26 capítulos sobre la cocina mexicana para The Learning Channel. Fue una influencia en el desarrollo de la cocina mexicana en los Estados Unidos y en chefs como Rick Bayless. Enseñó a Paula Wolfert, quien le recomendó a su editor. Chefs de Texas y Nuevo México, que se convirtieron a la fama a mediados de la década de 1980 dieron crédito a su trabajo como base para la cocina del suroeste. Sin embargo, rechazó a la mayoría de los chefs que hacen comida mexicana, ya que no han hecho el viaje y la investigación que ella tuvo de innovar en lugar de preservar los métodos originales. Criticó a los chefs que desperdician los alimentos y que fomentan el uso innecesario de plástico, papel de aluminio y otros artículos que sólo son arrojados en la basura. Tampoco le gustaron los escritores culinarios que no viven en México, pero cuestionan su autoridad debido a su origen étnico. Algunos de sus conflictos han recibido atención significativa de la prensa, citándola de echar fuera de su coche al chef Rick Bayless por ser un "descarado" y por sus críticas a Maricel Presilla.
Su influencia no se limita a los Estados Unidos ya que su trabajo ha sido muy bien recibido en México. Recibió numerosos premios en ese país, incluyendo la Orden del Águila Azteca. La Comisión Nacional para el Conocimiento y Uso de la Biodiversidad (CONABIO) ha digitalizado su investigación incluyendo una vasta colección de recetas, dibujos y notas, tanto de cocina como de plantas nativas comestibles, resultando en una sección de su página web dedicada.

## Quinta Diana y el Centro Diana Kennedy
Regresó permanentemente a México en 1976, inicialmente viviendo en la Ciudad de México. En 1980, se mudó al estado de Michoacán, a unas tres horas al oeste de la capital. Allí compró una propiedad a la que inicialmente llamó "La Quinta Diana" cerca de la pequeña aldea de San Francisco Coatepec de Morelos (coloquialmente conocido como San Pancho), en el municipio de Zitácuaro.
Su casa está en una colina boscosa en el final de un largo camino de tierra, sólo con acceso por medio de un vehículo todo terreno. Sin embargo, esto no ha detenido a un flujo constante de visitantes de llegar a su calzada de adoquines.
La Quinta Diana es un establecimiento ecológico. Afirmó en su libro Mi México, en 1998, que quería una casa construida con materiales de la zona y vivir un estilo de vida similar a la de sus vecinos. Esta tiene casi tres hectáreas fuera de la red y se centra en su casa de adobe. Esta casa fue construida por el arquitecto local Armando Cuevas, y gira en torno a una gran roca, casi del tamaño de un Volkswagen Beetle, que Kennedy decidió no eliminar del sitio. Alrededor de la roca hay un atrio y de ahí salen escaleras que conducen a diferentes partes de la casa.  En esta casa pone a prueba las recetas de acuerdo a las estaciones del año y de lo que crece dentro de su propiedad. Sus espacios de cocina consisten en un espacio al aire libre con parrillas de leña y hornos de adobe con forma de colmena-y una cocina de interior, que ella llama su "laboratorio". El interior de sus centros es un largo mostrador de cemento, que es cubierto por azulejos en azul y blanco, con quemadores de gas incrustados. Esta cocina está llena de diferentes ingredientes y utensilios como ollas de cobre y de barro bruñido en las paredes, hierbas, verduras en cestas de mimbre, diversas variedades de chiles secos y sus propios condimentos, incluyendo un vinagre de piña similar al balsámico. La mesa está hecha de cerámica de Talavera de Puebla y cerca de la ventana de la cocina están unos binoculares y un libro de ornitología.
Su habitación está arriba, la cual abre a su estudio, lleno de libros y artículos, con ventanas en tres lados para mirar a los jardines y hacia las montañas.
Sembró gran parte de los ingredientes que utilizaba y lo hizo orgánicamente, con un invernadero para cultivar diversas plantas, tales como hierbas y también hasta café. Los jardines incluyen pomelos, albaricoques, higueras, chayote de Veracruz y una sección dedicada al maíz que se utiliza para la masa. El estiércol es su fertilizante. Toda el agua utilizada en la propiedad es de tanques que reciclan las aguas residuales. La mayor parte de la energía que usa es de origen solar.
Desde 1980, el dinero de sus libros y charlas han financiado la propiedad y sus operaciones. Sin embargo, estableció la Fundación Diana Kennedy para tener un estatus libre de impuestos del gobierno mexicano y para trabajar en proyectos centrados en el medioambiente así como la comida. Se ha documentado que está en contra de las semillas modificadas genéticamente, el uso excesivo de los empaques y el uso de lejía para ropa de cama blanca en hoteles y restaurantes. La Fundación también está orientada a la conservación, no sólo del patrimonio alimentario de México, sino de la Quinta Diana, que tiene una inmensa colección de libros de cocina mexicana, otras publicaciones una colección de cerámica, además de bellos jardines.

## Publicaciones

### Artículos
Gastronome, Cooking, Clipper, Conde Nast Traveller, Sabor, Mexican Food Magazine, Amistad (Cámara Americana de Comercio en México), Intercambio (Cámara Británica de Comercio en México), México Desconocido (una serie de artículos ilustrados en recetas poco conocidas), CIDAP, Artes de Mexico, Food & Wine.

### Libros publicados
- The Cuisines of Mexico, Harper & Row, 1972, revised HarperCollins, New York, 1986 (ISBN 9780061814815)

- The Tortilla Book, Harper & Row 1975, revised Harper Collins, New York, 1991 (ISBN 9780060123475)
- Recipes from the Regional Cooks of Mexico, Harper & Row 1978, revised as Mexican Regional Cooking, Harper Collins, New York, 1990 (ISBN 9780060123482)
- Nothing Fancy (a book of personal recipes) Dial Press 1984, paperback North Point Press 1989, Ten-Speed Press, Berkeley, 1999 (ISBN 9780385278591), revised University of Texas Press, Austin, 2016 (ISBN 9781477308288)
- The Art of Mexican Cooking, Bantam Books 1989/ re-issued by Clarkson Potter 2008 (ISBN 9780307383259)
- My Mexico, Clarkson Potter, New York 1998 (ISBN 9780609602478), reissued University of Texas Press, Austin, 2013 (ISBN 9780292748408)
- The Essential Cuisines of Mexico (a compilation of the first 3 books), Clarkson Potter, New York 2000 (ISBN 9780307587725)
- From My Mexican Kitchen—Techniques and Ingredients, Clarkson Potter, New York 2003 (ISBN 978-0609607008)
- Oaxaca al Gusto: An Infinite Gastronomy, University of Texas Press, Austin 2010 (ISBN 9780292722668

### Traducciones
- Las cocinas de México, Harla, México, 1991, (edition cancelled)
- El arte de la cocina mexicana, Editorial Diana, México, 1993
- México – Una Odisea Culinaria, Plaza y Janés, México, 2001
- Lo esencial de las cocinas mexicanas, Plaza y Janés, México, 2003
- Recetas del alma (Nothing Fancy), Plaza y Janés, México, 2006

## Premio y reconocimientos
Fue llamada la «gran dama de la cocina mexicana», comparada con Julia Child en los Estados Unidos y Elizabeth David en Inglaterra. Ha sido llamada también una "perseguidora, antropóloga pop obsesiva". Su comparación con Julia Child viene de su promoción de la cocina mexicana, mucho de la forma en que Child hizo por la cocina francesa; sin embargo, mientras que se siente halagada, ella rechaza la comparación. Fue reconocida entre los amantes de la cocina en los Estados Unidos y desde luego en México, durante décadas, pero no recibió mucha atención de su natal Inglaterra hasta que el príncipe Carlos de Reino Unido llegó a la Quinta Diana en 2002, a comer y sólo entonces le adjudicó la Orden del Imperio Británico.
- 1971 – Medalla de Plata de la Secretaría de Turismo para la promoción de la cultura mexicana a través de sus alimentos.[3]
- 1980 – Premio especial de la Asociación Mexicana de Escritores de Alimentos, Amando Farga Font.[3]
- 1981 – Condecorada con la Orden del Águila Azteca por el Gobierno Mexicano.[3][11]
- 1984 – Premio "El Molcajete de Jade" por la Secretaría de Turismo y la cadena hotelera Holiday Inn.[3]
- 1991 – Premio especial de la Asociación de Restaurantes de México, Amando Farga Font.[3]
- 1992 – Nombrada investigadora académica de la Sociedad Mexicana de Gastronomía.[3]
- 1995 – Reconocimiento del Instituto Cultural Domecq.[3]
- 1999 – Reconocimiento por parte de la Asociación de Restaurantes de México.[3]
- 2000 – Premio especial de la Medalla de Oro de la Asociación de Restaurantes de México.[3]
- 2001 – Reconocimiento especial en La Feria de Puebla por la Secretaría de Cultura de México y la Secretaría de Turismo.[3]
- 2001 – Medalla de plata de CANIRAC - La Cámara Nacional de la Industria de Restaurantes y Alimentos Condimentados.[3]
- 2002 – Premiada con un MBE - Miembro de la Orden del Imperio Británico - por el Gobierno Británico para la promoción de las relaciones culturales entre el Reino Unido y México.[11]
- 2003 – Premio en Vida de la Asociación Internacional de Profesionales de cocina.[3]
- 2003 – Reconocimiento por el trabajo en alimentos sostenibles por el Monterey Bay Aquarium.[3]
- 2011 – Premio de la Fundación James Beard - Libro de cocina del Año Oaxaca al Gusto[3][11]
- 2012 – Medalla de Oro del Club Vatel de México.[3]
- 2013 – Premio "Molcajete de Plata" por la Asociación Gastronómica de México, Hermandad de la Zona Rosa Gourmets y el Club Industrias.[3]
- 2014 – Salón de la Fama de Libros de cocina de James Beard.[11]